# 李琰 (棣王)
李 琰（り えん、? - 752年）は、唐の第9代皇帝玄宗の四男。

## 生涯
初名を嗣真と称した。714年に鄫王に、724年には棣王に封じられ、同年名を洽と改めている。琰とは736年に再び改めた名である。